# November (groupe)
Pour les articles homonymes, voir November.
November est un groupe de hard rock suédois, originaire de Stockholm. Il est formé au début des années 1970, et composé de Christer Stålbrandt (chant et basse), Richard Rolf (guitare) et Björn Inge (batterie). Le groupe se sépare en 1972, et se réunit deux fois en 1993, et 2007.

## Biographie
November se lance en 1968 au Tegelhögen, un club de jeunesse à Vällingby (banlieue de Stockholm). À ce club, Christer Stålbrandt et Björn Inge jouent ensemble avec deux amis, sous le nom de The Imps. Après quelques mois, Stålbrandt quitte le groupe pour former un nouveau groupe appelé Train. Björn Inge s'y joint après.
Le 1er novembre 1969, ils jouent avec Fleetwood Mac au Que-Club de Göteborg, et décident, depuis, de se rebaptiser November. November devient l'un des premiers groupes de rock suédois à chanter en suédois. Les paroles sont principalement écrites par Stålbrandt, influencé par le mouvement flower power des années 1960. Malgré la langue, November se popularise en Angleterre. November enregistre trois albums qui atteignent tous les charts suédois. Après leur dernier concert au club Domino au réveillon du Nouvel an 1972, le groupe se sépare ; ce n'est avant 1993 qu'ils jouent pour la release party du CD November-Live 1993 (enregistré en tournée en 1971) le 30 novembre 1993.
Christer Stålbrandt se lance dans le groupe Saga, Björn Inge se joint aux rockeurs de jazz Energy, et Richard Rolf deviendra l'un des anciens membres de Bash et rejoindra plus tard Nature.
Le 27 janvier 2007, ils jouent au concert spécial 20e anniversaire de Mellotronen.

## Style musical
Le style musical du groupe est en partie inspiré de l'acid rock américain, mais également au heavy and blues mêlé à de hits d'Uriah Heep comme Bird of Prey et Easy Livin, Cream et Led Zeppelin. Au début des annéées 1970, la plupart des groupes de rock suédois sont catégorisés dans le rock progressif, qui deviendra plus tard le terme « progg ».